# Иванов, Борис Иванович (Герой Социалистического Труда)
Борис Иванович Иванов (1887-1965) — российский революционер, советский профсоюзный деятель, Герой Социалистического Труда (1962).

## Биография
Борис Иванов родился 6 августа 1887 года в деревне Кузнецово Лугининской волости Вышневолоцкого уезда.
С 1890 года проживал в Санкт-Петербурге, где отец был рабочим-металлистом. Рано остался круглым сиротой, с тринадцатилетнего возраста работал учеником сначала у парикмахера, затем подмастерье булочника. Участвовал в демонстрации 9 января 1905 года.
В 1906 году вступил в РСДРП(б).
В 1910—1912 года Иванов был секретарём Союза булочников. Занимался распространением марксистской литературы, в том числе среди воинских частей, сотрудничал с газетами  «Звезда» и«Правда», являясь постоянным автором последней. Шесть раз арестовывался полицией, высылался в административной порядке в Туруханский край. Ему было запрещено проживать в 62 городах Российской империи.
В 1916 году Иванов был призван в царскую армию и направлен на службу в Красноярск. Участвовал в событиях Февральской революции, был избран членом полкового комитета 14-го Сибирского стрелкового полка и депутатом Красноярского Совета рабочих и солдатских депутатов. В мае 1917 года Иванов вернулся в Петроград, где вошёл в состав правления Петроградского профсоюза пекарей, был избран членом Петроградской городской думы и Петроградского Совета рабочих и солдатских депутатов. Был одним из создателей и редакторов журнала «Зерно правды» (впоследствии — «Набат»).
В дни Октябрьской революции Иванов был направлен секретариатом ЦК РСДРП(б) на Украину с директивой о вооружённом восстании. В 1918 году добровольно пошёл на службу в Рабоче-Крестьянскую Красную Армию. Участвовал в боях Гражданской войны, был ранен. С 1919 года Иванов возглавлял Главное управление мукомольной промышленности РСФСР, а с 1921 года был уполномоченным по Западной Сибири. Избирался членом ВЦИК СССР[прояснить]. Сотрудничал с рядом газет (являлся редактором газеты «Пищевик»), стал членом Союза журналистов СССР.
В 1930—1945 годах Иванов работал сначала в Главном управлении консервной промышленности, затем начальником отдела кадров Министерства пищевой промышленности РСФСР. В послевоенное время работал в историко-литературном объединении при Институте марксизма-ленинизма при ЦК КПСС. Являлся автором более чем 100 статей, брошюр и книг об истории революционного движения и становлении Советской власти.

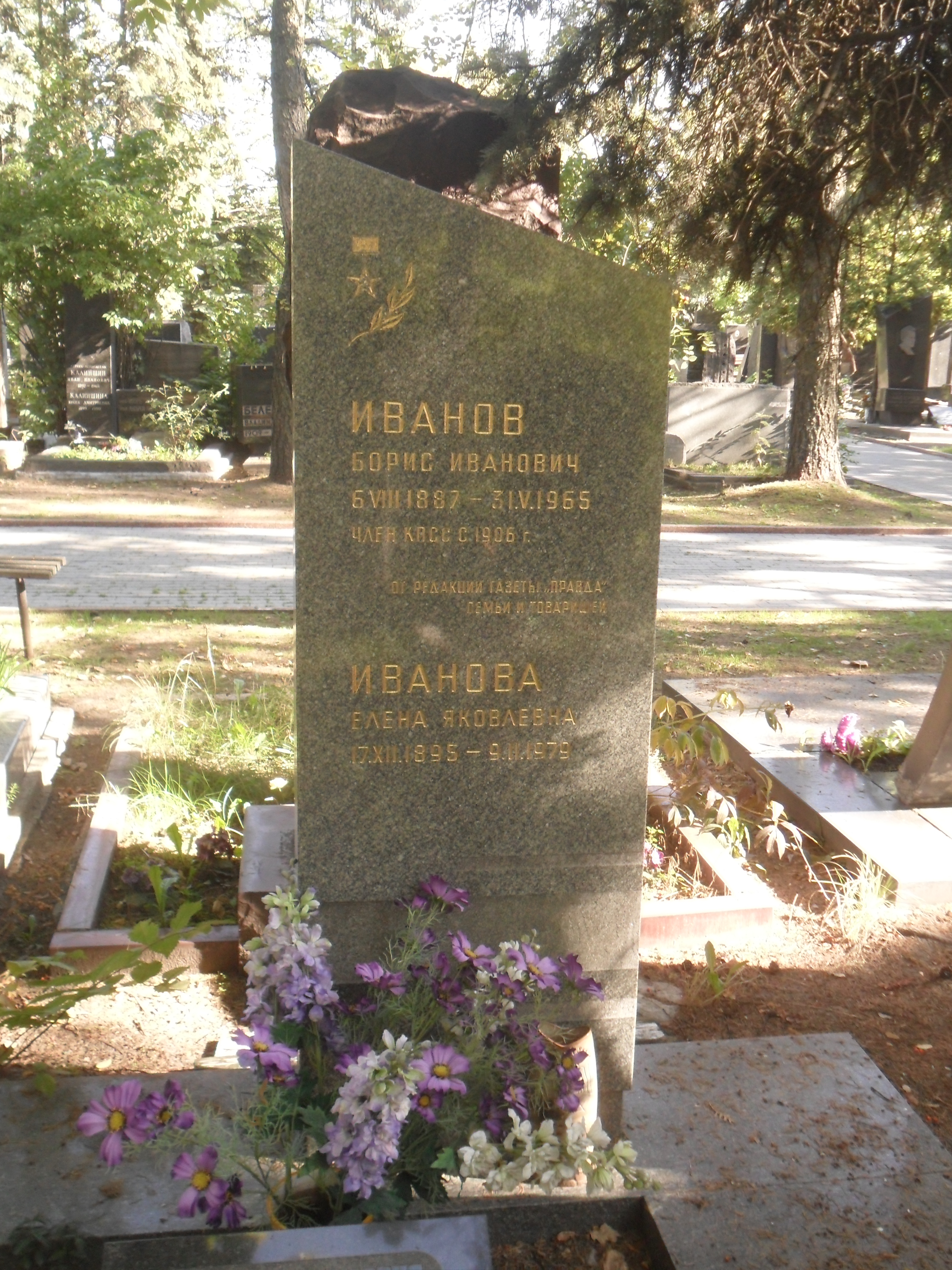
Могила Иванова на Новодевичьем кладбище Москвы.

Указом Президиума Верховного Совета СССР от 4 мая 1962 года за «выдающиеся заслуги в российском коммунистическом и профсоюзном движении ив связи с 50-летием газеты „Правда“» Борис Иванов был удостоен высокого звания Героя Социалистического Труда с вручением ордена Ленина и медали «Серп и Молот».
Скончался 31 мая 1965 года, похоронен на Новодевичьем кладбище Москвы.
Был также награждён орденом Трудового Красного Знамени (1962).

### Семья
Жена — Елена Яковлевна Иванова (1895—1979);
- сын — Владимир (погиб в Великую Отечественную войну)[1].